# Geoglyf

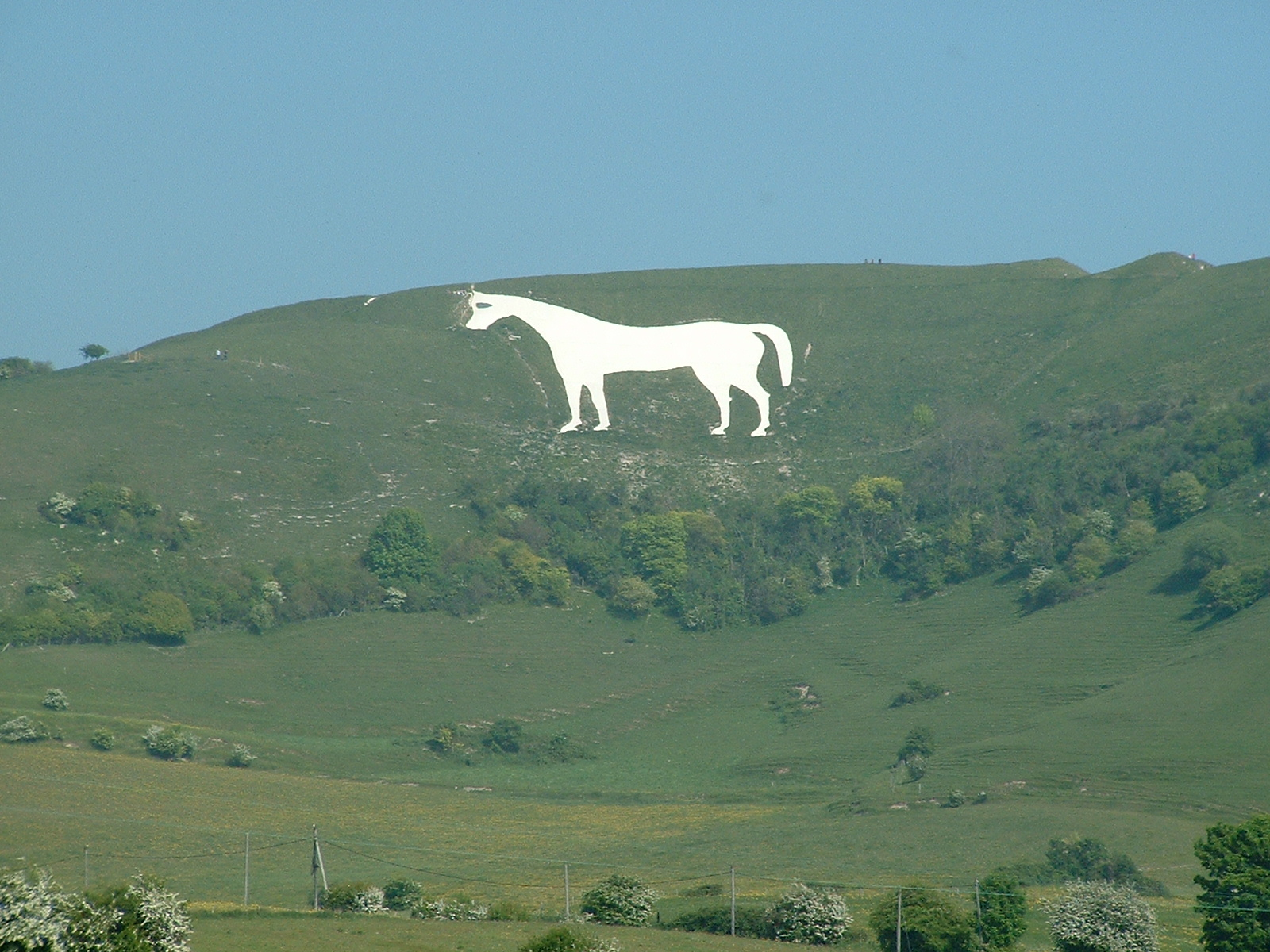
Westbury White Horse i Storbritannien är ett exempel på en geoglyf.

En geoglyf är en större figur eller ett större konstverk placerat på marken och konstruerat av naturliga material. Vanligen är de större än fyra meter och skapade i avsikt att ses från långt avstånd. En geoglyf kan exempelvis konstrueras genom att arrangera stenar eller annat material (positiv geoglyf) eller genom ta bort växtlighet som gör att ett underlag av annan färg framträder (negativ geoglyf).
De mest kända geoglyferna är Nascalinjerna i Peru. Exempel på områden med många geoglyfer är Western Australia i Australien och delar av öknarna i Great Basin, USA.
I Storbritannien finns många exempel på figurer som skapas på bergssidor. De skapas genom att man avlägsnar delar av marken och fyller med ett annat, ljusare material, exempelvis kalksten eller krita.
Andra exempel på geoglyfer är labyrinter som skapas på marken. Det kan göras genom att göra en stig på en gräsbevuxen yta eller genom att placera ut stenar på en berghäll. Ett exempel på det senare är trojaborgar.
Många geoglyfer har skapats för flera hundra år sedan, men det finns även moderna konstnärer som arbetar med att skapa geoglyfer. Ett exempel är australiensaren Andrew Rogers. Ett exempel på en modern geoglyf är Marree Man i South Australia som är den största kända geoglyfen med sin längd på 4,2 kilometer. Det fanns även en rörelse för jordkonst under 1960-talet och början av 1970-talet.